# Saint-Jean-de-Folleville
Pour les articles homonymes, voir Saint-Jean.
Saint-Jean-de-Folleville est une commune française située dans le département de la Seine-Maritime en région Normandie.

## Géographie
|                            | Saint-Antoine-la-Forêt          |            |
| Saint-Nicolas-de-la-Taille | Saint-Jean-de-Folleville        | Lillebonne |
| Tancarville                | Seine Quillebeuf-sur-Seine Eure |            |

### Hydrographie
La commune est située dans le bassin Seine-Normandie. Elle est drainée par la Seine et la Brouisseresse,,.
La Seine, qui prend sa source à Source-Seine, en Côte-d'Or, sur le plateau de Langres, traverse le département avec de larges méandres sur son flanc sud et se jette dans la Manche entre Le Havre et Honfleur. 

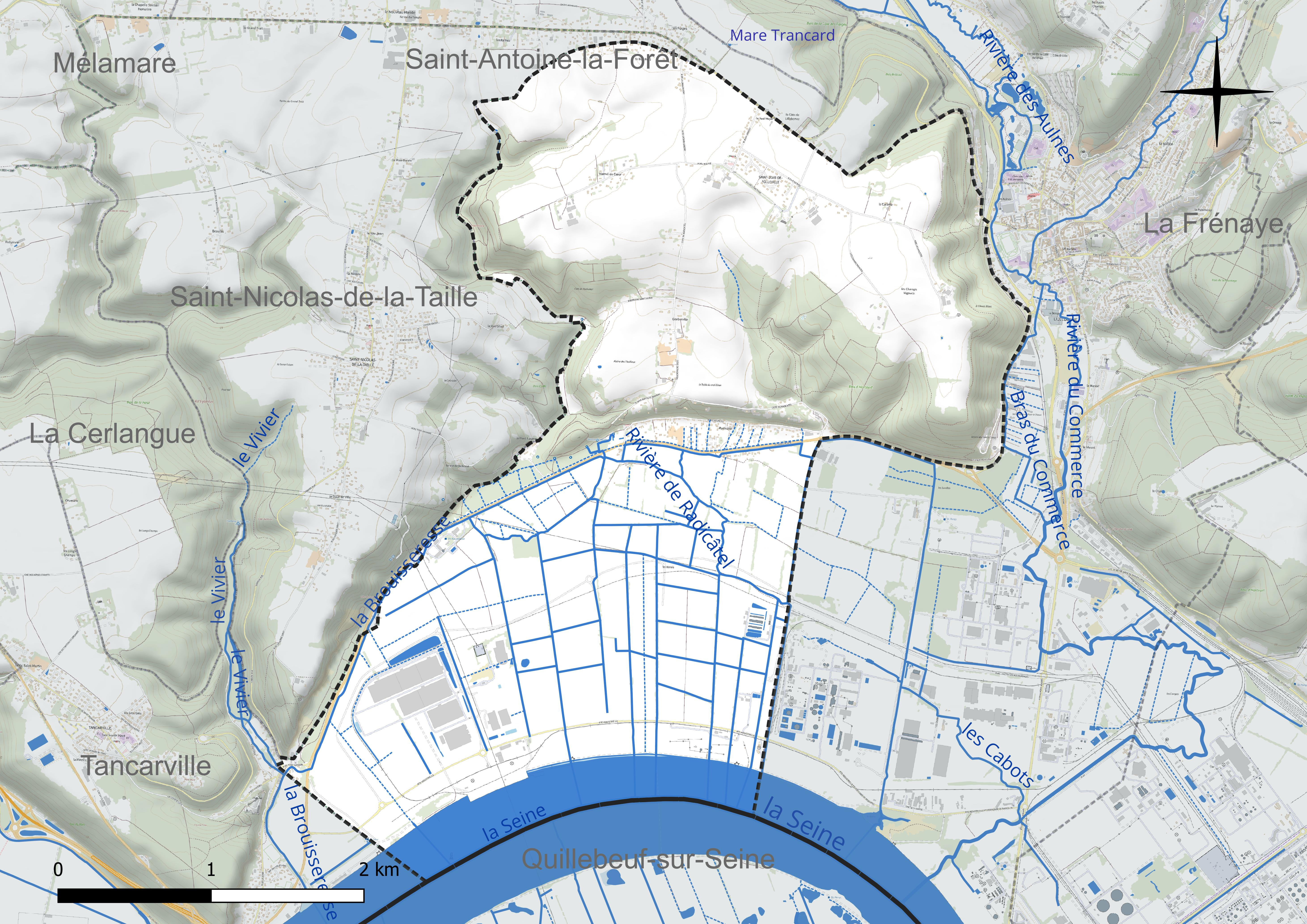
Réseau hydrographique de Saint-Jean-de-Folleville.

### Climat
Pour des articles plus généraux, voir Climat de la Normandie et Climat de la Seine-Maritime.
En 2010, le climat de la commune est de type climat océanique franc, selon une étude du CNRS s'appuyant sur une série de données couvrant la période 1971-2000. En 2020, Météo-France publie une typologie des climats de la France métropolitaine dans laquelle la commune est exposée à un climat océanique et est dans la région climatique Côtes de la Manche orientale, caractérisée par un faible ensoleillement (1 550 h/an) ; forte humidité de l’air (plus de 20 h/jour avec humidité relative > 80 % en hiver), vents forts fréquents. Parallèlement le GIEC normand, un groupe régional d’experts sur le climat, différencie quant à lui, dans une étude de 2020, trois grands types de climats pour la région Normandie, nuancés à une échelle plus fine par les facteurs géographiques locaux. La commune est, selon ce zonage, exposée à un « climat maritime », correspondant au Pays de Caux, frais, humide et pluvieux, légèrement plus frais que dans le Cotentin.
Pour la période 1971-2000, la température annuelle moyenne est de 10,4 °C, avec une amplitude thermique annuelle de 12,9 °C. Le cumul annuel moyen de précipitations est de 891 mm, avec 12,8 jours de précipitations en janvier et 8,2 jours en juillet. Pour la période 1991-2020, la température moyenne annuelle observée sur la station météorologique la plus proche, située sur la commune de Petiville à 9 km à vol d'oiseau, est de 12,0 °C et le cumul annuel moyen de précipitations est de 844,9 mm,. Pour l'avenir, les paramètres climatiques de la commune estimés pour 2050 selon différents scénarios d’émission de gaz à effet de serre sont consultables sur un site dédié publié par Météo-France en novembre 2022.

## Urbanisme

### Typologie
Au 1er janvier 2024, Saint-Jean-de-Folleville est catégorisée commune rurale à habitat dispersé, selon la nouvelle grille communale de densité à sept niveaux définie par l'Insee en 2022.
Elle est située hors unité urbaine. Par ailleurs la commune fait partie de l'aire d'attraction du Havre, dont elle est une commune de la couronne,. Cette aire, qui regroupe 116 communes, est catégorisée dans les aires de 200 000 à moins de 700 000 habitants,.

### Occupation des sols
L'occupation des sols de la commune, telle qu'elle ressort de la base de données européenne d’occupation biophysique des sols Corine Land Cover (CLC), est marquée par l'importance des territoires agricoles (64,8 % en 2018), en diminution par rapport à 1990 (67,2 %). La répartition détaillée en 2018 est la suivante : 
terres arables (41 %), zones agricoles hétérogènes (22 %), forêts (20,3 %), eaux continentales (6,1 %), zones urbanisées (4,7 %), zones industrielles ou commerciales et réseaux de communication (4,1 %), prairies (1,8 %). L'évolution de l’occupation des sols de la commune et de ses infrastructures peut être observée sur les différentes représentations cartographiques du territoire : la carte de Cassini (XVIIIe siècle), la carte d'état-major (1820-1866) et les cartes ou photos aériennes de l'IGN pour la période actuelle (1950 à aujourd'hui).

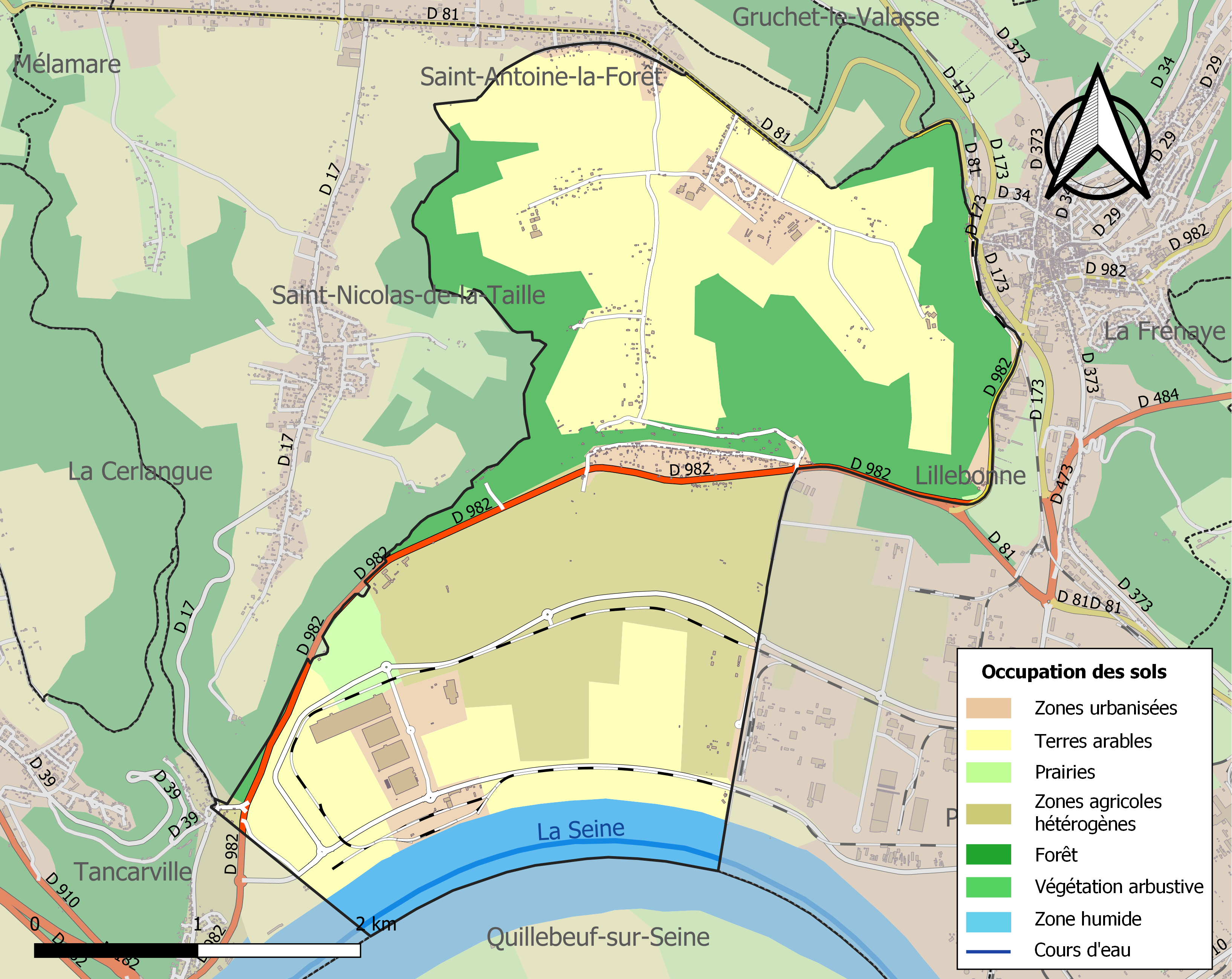
Carte des infrastructures et de l'occupation des sols de la commune en 2018 (CLC).

## Toponymie
Le nom de la localité est attesté sous les formes Folevilla vers 1240, Foleville en 1319, Folevilla en 1337, Folleville en 1431, 1648, 1704 et 1738, Saint Jean Baptiste de Folleville en 1713, Saint Jean de Folleville en 1715.
La paroisse et l'église sont dédiées à Saint Jean le Baptiste.

## Politique et administration

### Résultats électoraux récents
| Scrutin             | 1er tour | 1er tour | 1er tour | 1er tour | 1er tour | 1er tour | 1er tour | 1er tour | 1er tour | 1er tour | 1er tour | 1er tour | 2d tour     | 2d tour     | 2d tour     | 2d tour     | 2d tour     | 2d tour     | 2d tour     | 2d tour     | 2d tour     |
| Scrutin             | 1er      | 1er      | %        | 2e       | 2e       | %        | 3e       | 3e       | %        | 4e       | 4e       | %        | 1er         | 1er         | %           | 2e          | 2e          | %           | 3e          | 3e          | %           |
| ------------------- | -------- | -------- | -------- | -------- | -------- | -------- | -------- | -------- | -------- | -------- | -------- | -------- | ----------- | ----------- | ----------- | ----------- | ----------- | ----------- | ----------- | ----------- | ----------- |
| Présidentielle 2007 |          | UMP      | 34,66    |          | PS       | 21,6     |          | FN       | 15,06    |          | UDF      | 13,07    |             | UMP         | 60,99       |             | PS          | 39,01       | Pas de 3e   | Pas de 3e   | Pas de 3e   |
| Européennes 2009    |          | UMP      | 22,84    |          | FN       | 15,92    |          | PS       | 15,57    |          | DVD      | 10,38    | Tour unique | Tour unique | Tour unique | Tour unique | Tour unique | Tour unique | Tour unique | Tour unique | Tour unique |
| Régionales 2010     |          | PS       | 32,66    |          | UMP      | 28,28    |          | FN       | 17,17    |          | EE       | 7,07     |             | PS-EELV-FG  | 47,61       |             | UMP         | 35,77       |             | FN          | 16,62       |
| Présidentielle 2012 |          | UMP      | 29,33    |          | FN       | 26,29    |          | PS       | 24       |          | FG       | 7,81     |             | UMP         | 55,12       |             | PS          | 44,88       | Pas de 3e   | Pas de 3e   | Pas de 3e   |
| Européennes 2014    |          | FN       | 39,61    |          | UMP      | 22,08    |          | PS       | 11,69    |          | FG       | 5,52     | Tour unique | Tour unique | Tour unique | Tour unique | Tour unique | Tour unique | Tour unique | Tour unique | Tour unique |
| Régionales 2015     |          | FN       | 40,48    |          | UDI-UMP  | 24,40    |          | PS       | 21,13    |          | FG       | 7,14     |             | FN          | 38,13       |             | UDI-UMP     | 32,85       |             | PS-FG-EELV  | 29,02       |
| Présidentielle 2017 |          | FN       | 33,21    |          | LR       | 19,14    |          | LFI      | 17,26    |          | EM       | 15,2     |             | FN          | 50,33       |             | EM          | 49,67       | Pas de 3e   | Pas de 3e   | Pas de 3e   |
| Européennes 2019    |          | RN       | 35,77    |          | LREM     | 16,34    |          | LR       | 10,14    |          | EELV     | 7,61     | Tour unique | Tour unique | Tour unique | Tour unique | Tour unique | Tour unique | Tour unique | Tour unique | Tour unique |
| Régionales 2021     |          | LC-LR    | 33,33    |          | RN       | 32,41    |          | LREM     | 10,65    |          | PS-EELV  | 9,26     |             | LC-LR       | 49,31       |             | RN          | 28,57       |             | PS-EELV     | 14,75       |

### Liste des maires
| Période                                  | Période                    | Identité        | Étiquette | Qualité |
| ---------------------------------------- | -------------------------- | --------------- | --------- | --- |
| Les données manquantes sont à compléter. |                            |                 |           | |
| mars 2001                                | En cours (au 10 août 2020) | Patrick Pesquet |           | Retraité de l’Éducation nationale Vice-président de la CA Caux Seine Agglo (2020 → ) Réélu pour le mandat 2020-2026, |

## Démographie
L'évolution du nombre d'habitants est connue à travers les recensements de la population effectués dans la commune depuis 1793. Pour les communes de moins de 10 000 habitants, une enquête de recensement portant sur toute la population est réalisée tous les cinq ans, les populations de référence des années intermédiaires étant quant à elles estimées par interpolation ou extrapolation. Pour la commune, le premier recensement exhaustif entrant dans le cadre du nouveau dispositif a été réalisé en 2005.

En 2022, la commune comptait 798 habitants, en évolution de −3,86 % par rapport à 2016 (Seine-Maritime : +0,35 %, France hors Mayotte : +2,11 %).
| 1793 | 1800 | 1806 | 1821 | 1831 | 1836 | 1841 | 1846 | 1851 |
| ---- | ---- | ---- | ---- | ---- | ---- | ---- | ---- | ---- |
| 337  | 166  | 340  | 304  | 344  | 500  | 513  | 506  | 475  |

| 1856 | 1861 | 1866 | 1872 | 1876 | 1881 | 1886 | 1891 | 1896 |
| ---- | ---- | ---- | ---- | ---- | ---- | ---- | ---- | ---- |
| 439  | 433  | 478  | 460  | 522  | 536  | 608  | 513  | 490  |

| 1901 | 1906 | 1911 | 1921 | 1926 | 1931 | 1936 | 1946 | 1954 |
| ---- | ---- | ---- | ---- | ---- | ---- | ---- | ---- | ---- |
| 513  | 490  | 484  | 410  | 405  | 370  | 402  | 415  | 465  |

| 1962 | 1968 | 1975 | 1982 | 1990 | 1999 | 2005 | 2006 | 2010 |
| ---- | ---- | ---- | ---- | ---- | ---- | ---- | ---- | ---- |
| 525  | 586  | 622  | 599  | 731  | 742  | 829  | 835  | 836  |

| 2015 | 2020 | 2022 | - | - | - | - | - | - |
| ---- | ---- | ---- | - | - | - | - | - | - |
| 829  | 811  | 798  | - | - | - | - | - | - |

## Culture locale et patrimoine

### Lieux et monuments
- La mairie occupe l'ancien presbytère.

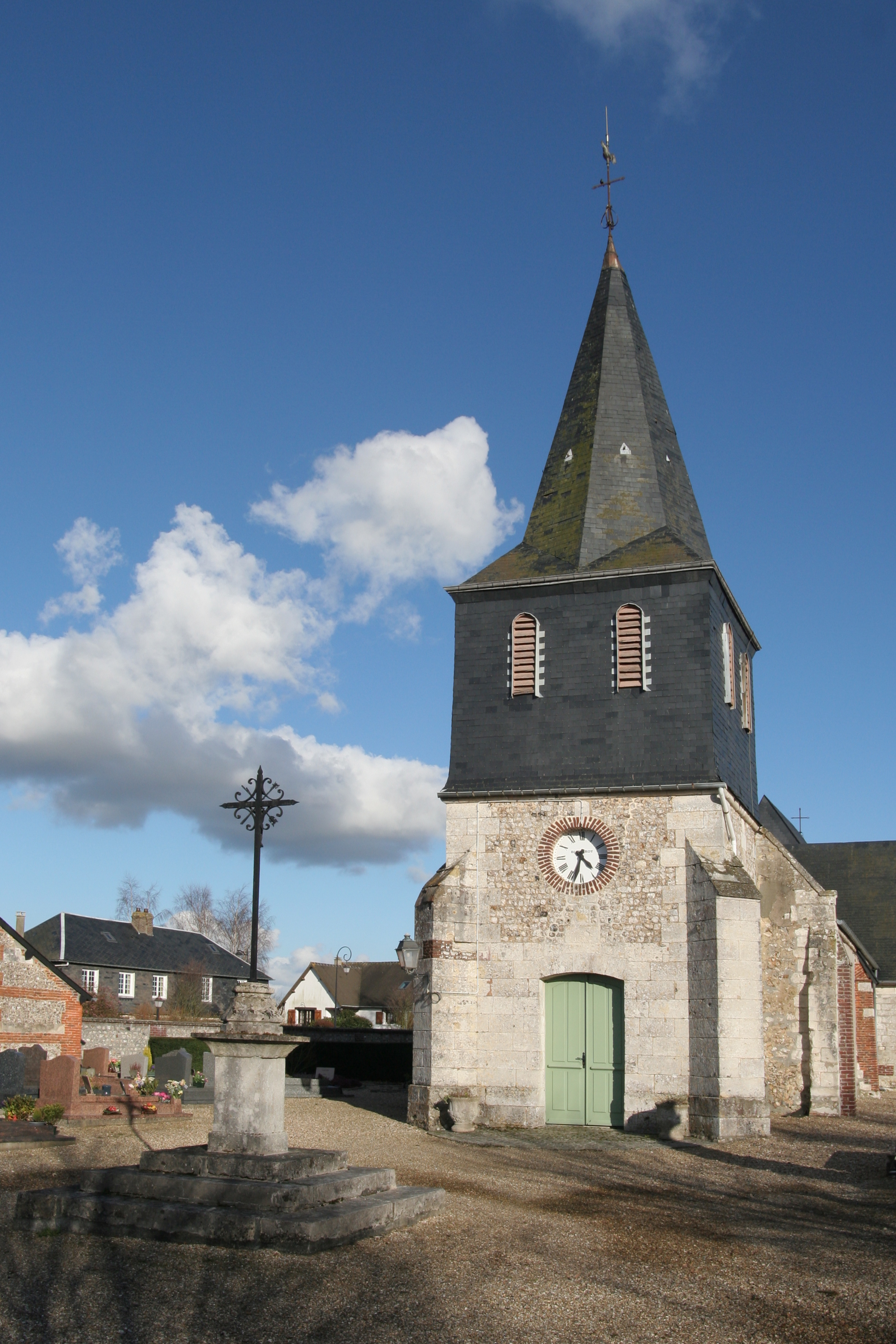
L'église Saint-Jean-Baptiste.

- L'église Saint-Jean-Baptiste renferme un retable et des vitraux représentant les Follevillais morts pendant la Première Guerre mondiale.
- La chapelle de Radicatel.

## Pour approfondir